# Aunjanue Ellis
Aunjanue L. Ellis (San Francisco, 21 februari 1969) is een Amerikaanse actrice.

## Biografie
Ellis werd geboren in San Francisco en groeide op bij haar oma in Mississippi. Zij heeft gestudeerd aan de Tougaloo College in Jackson (Mississippi), en aan de Brown-universiteit in Providence (Rhode Island) waar zij haar bachelor of arts haalde in Afrikaanse/Amerikaanse studies. Op de Brown-universiteit begon zij al met acteren en ging na de Brown-universiteit acteren leren aan de New York-universiteit in New York. 

## Filmografie

### Films
Selectie:
- 2021 King Richard - als Oracene 'Brandy' Williams
- 2018 If Beale Street Could Talk - als mrs. Hunt
- 2016 The Birth of a Nation - als Nancy Turner
- 2014 Get on Up - als Vicki Anderson
- 2011 The Help – als Yule Mae Davis
- 2009 The Taking of Pelham 123 – als Therese
- 2009 I Love You Phillip Morris – als Reba
- 2009 Notorious – als Sandy
- 2004 Ray – als Mary Ann Fisher
- 2001 The Caveman's Valentine – als Lulu
- 2000 Men of Honor – als Jo
- 1999 In Too Deep – als Denise

### Televisieseries
Uitgezonderd eenmalige gastrollen.
- 2022-2023 61st Street - als Martha Roberts - 16 afl.
- 2020 Lovecraft Country - als Hippolyta Freeman - 10 afl.
- 2018-2019 Designated Survivor- als Eleanor Darby - 6 afl.
- 2019 When They See Us - als Sharonne Salaam - 3 afl.
- 2015-2017 Quantico - als Miranda Shaw - 44 afl.
- 2012-2017 NCIS: Los Angeles –als Michelle Hanna – 7 afl.
- 2015 The Book of Negroes - als Aminata Diallo - 6 afl.
- 2010-2013 The Mentalist – als Madeleine Hightower – 17 afl.
- 2012 Missing – als Mary Dresden – 3 afl.
- 2008 True Blood – als Diane – 3 afl.
- 2006-2007 Justice – als Miranda Lee - 9 afl.
- 2005-2006 E-Ring – als Jocelyn Pierce – 23 afl.
- 2005 Jonny Zero – als Gloria – 6 afl.
- 2002 MDs – als Quinn Joyner – 10 afl.
- 2001 100 Centre Street – als Amanda Davis – 3 afl.
- 2000 Third Watch – als Gail Moore – 2 afl.
- 1999 The Practice – als Sharon Young – 4 afl.
- 1996-1997 High Incident – als Leslie Joyner – 24 afl.

- Bibsys: 1707990473513
- Biblioteca Nacional de España: XX920580
- Bibliothèque nationale de France: cb14175016x (data)
- Gemeinsame Normdatei: 1112956697
- International Standard Name Identifier: 0000 0001 2125 7049
- Library of Congress Control Number: no99035520
- Nationale Bibliotheek van Tsjechië: xx0281175
- Nationale Bibliotheek van Israël: 987007450462605171
- Nederlandse Thesaurus van Auteursnamen: 394194373
- Système universitaire de documentation: 201874334
- Virtual International Authority File: 29164361
- WorldCat: E39PBJpJgDTxbXfrRtjGgR9JjC